# Годинка
Годишка — річка в Україні, в межах Романівського району Житомирської областіліва притока Тетерева (басейн Дніпра). Довжина 10,7 км.
Утворюється злиттям 2 струмків (завдовжки 0,7 та 1,3 км), у ставку в с. Старочуднівська Гута. Тече на схід селами Старочуднівська Гута та Межирічка. У середній частині русло заболочене. Протікає через с. Годиха, в якому і впадає у Тетерів. Має 3 безіменні ліві притоки. 
Річка згадується у двохверстовій карті 1909-1910рр, під назвою "Годишка" 